# Allocnemis nigripes
Allocnemis nigripes е вид водно конче от семейство Platycnemididae. Видът не е застрашен от изчезване.

## Разпространение
Разпространен е в Габон, Демократична република Конго, Екваториална Гвинея, Камерун, Нигерия, Уганда и Централноафриканска република.